# Derventa
Derventa (serbisch-kyrillisch Дервента) ist eine Stadt mit etwa 25.000 Einwohnern im Norden von Bosnien und Herzegowina. Sie liegt in der Republika Srpska.
Derventa war vor dem Bosnienkrieg eine Industriestadt, die zum Teil zerstört wurde. Nach dem Krieg wurden die meisten Fabriken nicht wieder in Betrieb genommen. Große Arbeitgeber fehlen, das Stadtbild wird dominiert von einigen renovierten Häusern aus der sozialistischen Zeit und neuerbauten Cafés und Kleinunternehmen.

## Geographie

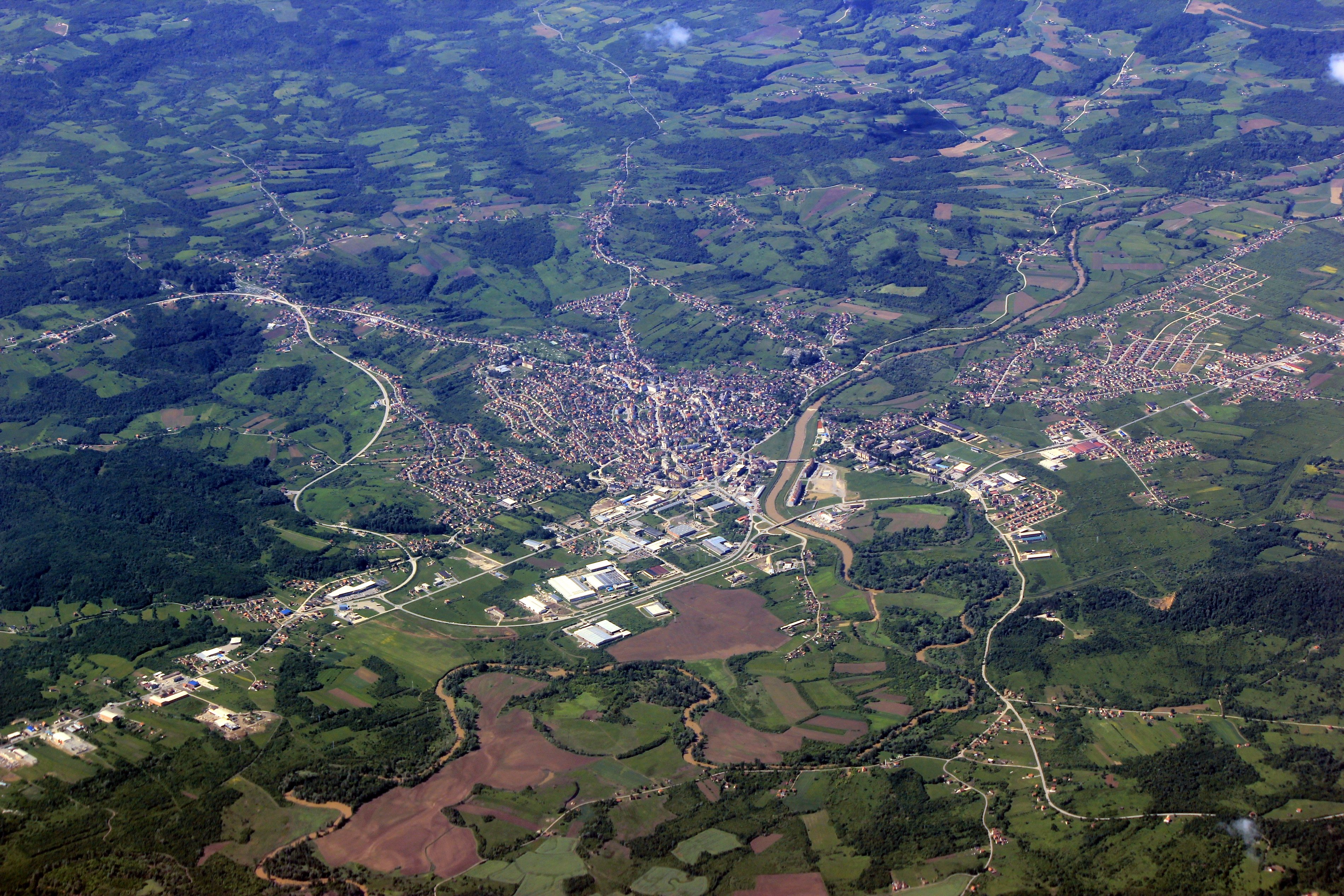
Luftbild von Derventa

Derventa liegt im Tal der Ukrina, einem rechten Nebenfluss der Save. Im Sommer 2010 war die Stadt schwer von Überschwemmungen betroffen. Die Opština Derventa grenzt an die Gemeinden Srbac, Brod, Modriča, Doboj, Prnjavor und im Norden an Kroatien.

## Bevölkerung
Vor dem Bosnienkrieg war die ethnische Bevölkerungsverteilung von Derventa ziemlich ausgeglichen. Zum Zeitpunkt der Volkszählung 1991 hatte die Stadt Derventa 17.748 Einwohner.
| Muslime    | 5.558 (31,31 %) | 4.593 (31,99 %) | 5.065 (42,83 %) |
| Serben     | 4.555 (25,66 %) | 2.934 (20,43 %) | 2.496 (21,10 %) |
| Kroaten    | 4.317 (24,32 %) | 3.727 (25,95 %) | 3.439 (29,08 %) |
| Jugoslawen | 2.623 (14,77 %) | 2.799 (19,49 %) | 459 (3,88 %)    |
| Andere     | 695 (3,91 %)    | 304 (2,11 %)    | 365 (3,08 %)    |
| zusammen   | 17.748          | 14.357          | 11.824          |

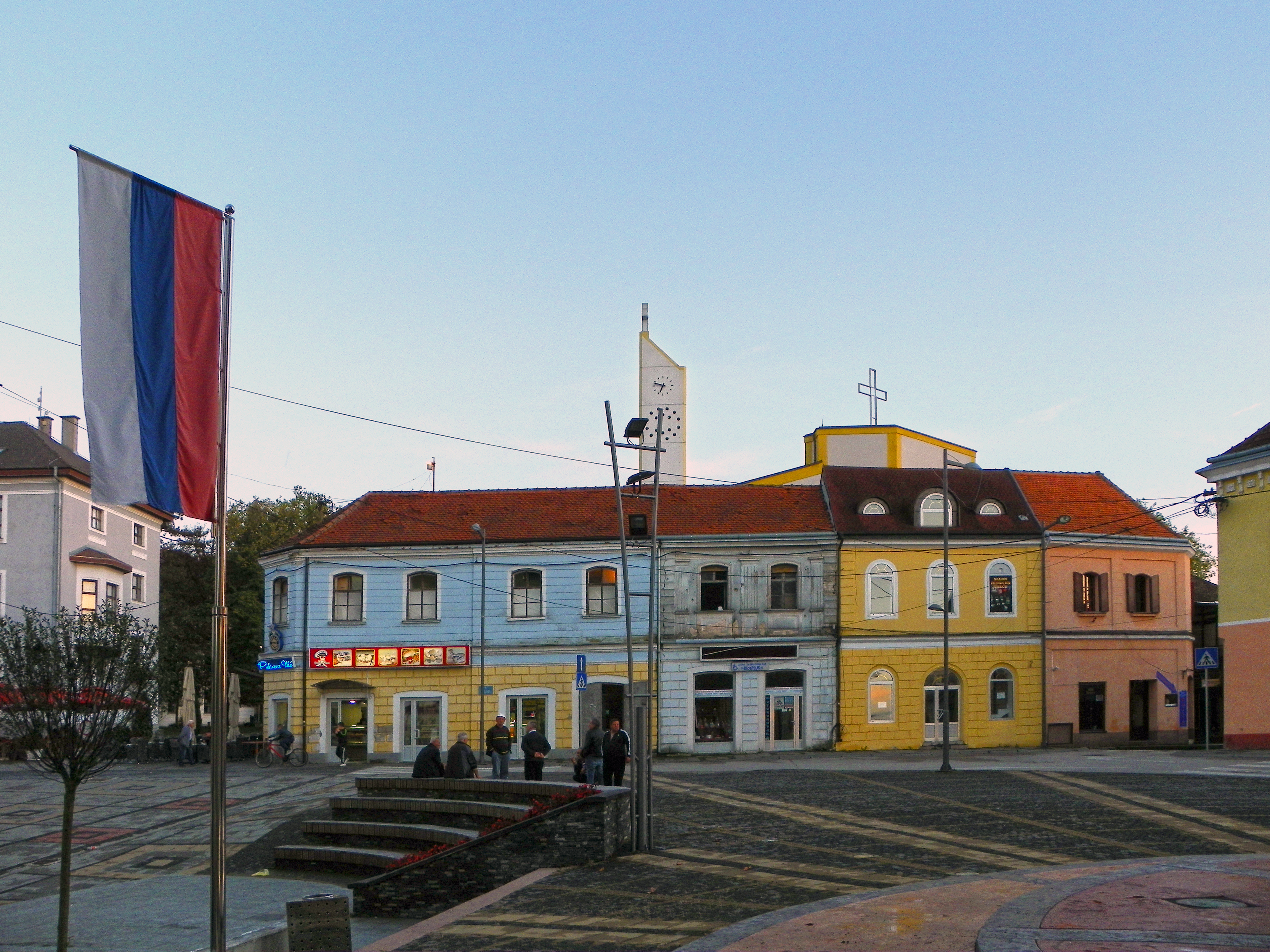
Platz der Orthodoxie, im Hintergrund die Römisch-katholische Kirche St. Georg

In der Gemeinde Derventa lebten zum gleichen Zeitpunkt 56.489 Einwohner, von denen sich 22.938 (40,6 %) als Serben, 21.952 (38,9 %) als Kroaten, 7.086 (12,54 %) als Muslime und 3.348 (5,92 %) als Jugoslawen bezeichneten.
Zur Gemeinde gehören insgesamt 57 Orte, die in 30 Ortsgemeinschaften (mjesne zajednice) zusammengefasst sind: Agići, Begluci, Bijelo Brdo, Bosanski Dubočac, Brezici, Bukovac, Bukovica Mala, Bukovica Velika, Bunar, Cerani, Crnča, Dažnica, Derventa, Donja Bišnja, Donja Lupljanica, Donji Detlak, Donji Višnjik, Drijen, Gornja Bišnja, Gornja Lupljanica, Gornji Božinci, Gornji Detlak, Gornji Višnjik, Gradac, Gradina, Kalenderovci Donji, Kalenderovci Gornji, Kostreš, Kovačevci, Kulina, Kuljenovci, Derventski Lug, Lužani, Lužani Bosanski, Lužani Novi, Mala Sočanica, Mišinci, Miškovci, Modran, Osinja, Osojci, Pjevalovac, Pojezna, Poljari, Polje, Rapćani, Stanići, Šušnjari, Tetima, Trstenci, Tunjestala, Velika, Velika Sočanica, Vrhovi, Zelenike, Žeravac und Živinice.
Zwischen 1905 und 1942 gab es im Ortsteil Polje eine größere Gruppe deutschsprachiger Bewohner. Sie stammten teils aus der deutschen Siedlung in Windthorst (Nova Topola), teilweise aus dem damals österreichisch-ungarischen Galizien. 1942 wurden die meisten nach Deutschland umgesiedelt. Nur wenige blieben in Derventa. Es waren diejenigen, die kroatische oder serbische Ehepartner hatten.

## Verkehr
Derventa liegt an der Magistralstraße 17-2 (Brod-Doboj). Bis zum internationalen Grenzübergang nach Slavonski Brod sind es 26, bis zur kroatischen Autobahn 3 (Zagreb–Belgrad) 31 Kilometer. Magistralstraßen führen auch nach Gradiška (77 km) und Banja Luka (83 km).
1879 wurde Derventa durch die Eröffnung des Abschnitts Bosanski Brod – Žepče der nach Sarajevo führenden Bosnabahn ans Eisenbahnnetz angeschlossen. 1968 wurde der Verkehr auf dem Teilstück Derventa – Doboj und 1969 auf der verbliebenen Stichstrecke nach Bosanski Brod eingestellt.

## Persönlichkeiten
- Veljko Babić (1910–1997), serbisch-orthodoxer Priester und langjähriger Bürgermeister der Stadt
- Abas Arslanagić (* 1944), Handballer
- Mile Kitić (* 1952), Sänger
- Muhamed Memić (* 1960), Handballspieler
- Mario Tokić (* 1975), Fußballer / Fußballtrainer
- Vedran Ćorluka (* 1986), Fußballer
- Krešimir Kozina (* 1990), Handballer
- Ivan Martić (* 1990), Fußballer
- Bruno Kozina (* 1992), Handballer